# 대남공작
대남공작(對南工作)은 조선민주주의인민공화국이 대한민국에서 비밀리에 행하는 모든 활동을 하는 행위이다. 주로 간첩을 남파하고 동조세력을 포섭하며, 대남 정보를 수집하고 심리전·군사정찰·납치테러와 국내 반정부 세력 지원 등 다양한 형태의 활동을 포함한다. 조선민주주의인민공화국이 대남공작을 수행하기 위해 운영하고 있는 전문 공작부서로는 조선로동당 중앙위원회 산하 대외연락부를 비롯해 35호실·통일전선부·작전부가 있다.